# 雷電神社 (埼玉県宮代町)
雷電神社（らいでんじんじゃ）は、埼玉県南埼玉郡宮代町の神社。

## 歴史
創建年代は不明である。ただ口伝によれば、現在の群馬県邑楽郡板倉町にある雷電神社から分霊を勧請したという説がある。ただし、それを裏付ける資料は残されていない。近くの華蔵院が別当寺であった。
1873年（明治6年）、近代社格制度に基づく「村社」に列せられた。なお1899年（明治32年）の東武伊勢崎線の開業、1963年（昭和38年）の備前堀川の改修に伴い、境内の区域や建物の移設が行われている。1923年（大正12年）の関東大震災で建物が全壊しているが、まもなく再建されている。1925年（大正14年）に周辺の2社が合祀された。

## 交通アクセス
- 和戸駅より徒歩4分。